# Julian Baas
Julian Baas (Dordrecht, 16 aprile 2002) è un calciatore olandese, centrocampista dello Sparta Rotterdam.

## Carriera

### Club
Cresciuto nel settore giovanile dell'Excelsior, ha esordito in prima squadra il 29 agosto 2020, in occasione dell'incontro di Eerste Divisie vinto 6-1 in trasferta contro lo Jong PSV.

### Nazionale
Nel 2024 ha giocato una partita con la nazionale olandese Under-21.

## Statistiche

### Presenze e reti nei club
Statistiche aggiornate al 31 agosto 2022.
| Stagione        | Squadra         | Campionato      | Campionato | Campionato | Coppe nazionali | Coppe nazionali | Coppe nazionali | Coppe continentali | Coppe continentali | Coppe continentali | Altre coppe | Altre coppe | Altre coppe | Totale | Totale |
| Stagione        | Squadra         | Comp            | Pres       | Reti       | Comp            | Pres            | Reti            | Comp               | Pres               | Reti               | Comp        | Pres        | Reti        | Pres   | Reti   |
| --------------- | --------------- | --------------- | ---------- | ---------- | --------------- | --------------- | --------------- | ------------------ | ------------------ | ------------------ | ----------- | ----------- | ----------- | ------ | ------ |
| 2020-2021       | Excelsior       | 1D              | 31         | 3          | CO              | 3               | 0               |                    | -                  | -                  |             | -           | -           | 34     | 3      |
| 2021-2022       | Excelsior       | 1D              | 37+6       | 2+0        | CO              | 2               | 1               |                    | -                  | -                  |             | -           | -           | 45     | 3      |
| 2022-2023       | Excelsior       | ED              | 4          | 1          | CO              | 0               | 0               |                    | -                  | -                  |             | -           | -           | 4      | 1      |
| Totale carriera | Totale carriera | Totale carriera | 78         | 6          |                 | 5               | 1               |                    | -                  | -                  |             | -           | -           | 83     | 7      |